# Busca (Cuneo)
Busca é uma comuna italiana da região do Piemonte, província de Cuneo, com cerca de 9.469 habitantes. Estende-se por uma área de 65 km², tendo uma densidade populacional de 146 hab/km². Faz fronteira com Caraglio, Costigliole Saluzzo, Cuneo, Dronero, Rossana, Tarantasca, Valmala, Villafalletto, Villar San Costanzo.

## Demografia
| Variação demográfica do município entre 1861 e 2011                               |
|                                                                                   |
| Fonte: Istituto Nazionale di Statistica (ISTAT) - Elaboração gráfica da Wikipedia |